# Viatka (Krasnoiarsk)
Viatka (en rus: Вятка) és un poble del krai de Krasnoiarsk, a Rússia, segons el cens del 2017 tenia 107 habitants. Pertany al districte municipal d'Aguínskoie.